# Jurij Krakowiecki
Jurij Olegowicz Krakowiecki (ros. Юрий Олегович Краковецкий, ur. 27 sierpnia 1992 roku w Biszkeku) – kirgiski judoka rosyjskiego pochodzenia występujący w kategorii wagowej powyżej 100 kg.

## Kariera
W wieku 8 lat rozpoczął treningi sztuk walki w rodzinnym Biszkeku. W wieku lat 14 postanowił skoncentrować się na judo, które trenował pod okiem Siergieja Mistriukowa i Anwara Dżurajewa. W 2010 roku zdobył swoje pierwsze mistrzostwo Kirgistanu. Sukces powtórzył w 2011 oraz 2013 roku. W 2012 roku, na podstawie wyników w azjatyckich kwalifikacjach kontynentalnych, zapewnił sobie udział w igrzyskach olimpijskich. Swój występ zakończył po pierwszej rundzie, gdzie przegrał z rumunem Vlăduț Simionescu. Po olimpiadzie dostał propozycję występowania w barwach Kazachstanu, jednak odrzucił ją. Srebrny medalista z mistrzostw Azji w judo z 2013 oraz 2015 roku.
W 2016 roku po raz kolejny zakwalifikował się do igrzysk olimpijskich. W pierwszej rundzie pokonał Niemca Breitbartha, dzięki wykorzystaniu techniki Ō guruma, natomiast w drugiej pokonał jednego z faworytów turnieju Ukraińca Jakiwa Chammo. Ostatecznie zajął 7. miejsce po porażce w ćwierćfinale z Abdullą Tangriyevem oraz Alexem Mendozą w repasażach.
W 2017 roku na Mistrzostwach Azji w Judo w Hongkongu w kategorii powyżej 100 kg zdobył brązowy medal. W tej samej kategorii wagowej wywalczył złoty medal na Igrzyskach solidarności islamskiej.